# Filozofia marksistowsko-leninowska
Filozofia marksistowsko-leninowska – radziecka wersja filozofii marksizmu, która powstała w latach 20. XX wieku i przez dziesięciolecia była oficjalną filozofią w Związku Radzieckim oraz w krajach bloku wschodniego.

## Krótka charakterystyka
Filozofia ta jako całość dzieli się na materializm dialektyczny i materializm historyczny, które łącznie stanowią jedną z trzech części składowych marksizmu-leninizmu jako nierozerwalnej jedności filozofii marksistowskiej, ekonomii politycznej i socjalizmu naukowego (albo naukowego komunizmu). Według ideologów radzieckich Karol Marx i Fryderyk Engels opracowali wyższą, jakościowo nową formę materialistycznego pojmowania świata, które  ogarnia – w odróżnieniu od materializmu istniejącego poprzednio – nie tylko przyrodę, ale i społeczeństwo. Filozofia marksistowsko-leninowska obejmuje naukę o ogólnych zasadach i prawach bytu przyrody (ontologia, filozoficzne problemy przyrodoznawstwa), o rozwoju społeczeństwa ludzkiego (filozofia historii, socjologia), teorię poznania świata (gnozeologia), etykę, estetykę oraz swoją własną historię. Nieodłączną częścią składową filozofii marksistowsko-leninowskiej jest także naukowy ateizm. W ten sposób historycznie ukształtował się w filozofii marksistowskiej krąg jej problemów, teoretycznie, praktycznie i organizacyjnie zróżnicowały się jej działy.
Jednym z głównych elementów filozofii marksistowsko-leninowskiej było jej określenie jako rewolucyjnego przewrotu w filozofii . Istota tej rewolucji filozoficznej polega na organicznej jedności teorii z rewolucyjną praktyką, z walką przeciw kapitalizmowi. Jądro rewolucyjnego przewrotu dokonanego przez marksizm w filozofii zawarte jest w 11 tezie Marksa o Feuerbachu:

Filozofowie rozmaicie tylko interpretowali świat; idzie jednak o to, aby go zmienić.

Twórcy marksizmu położyli kres charakterystycznemu dla filozofii przedmarksowskiej przeciwstawianiu teorii filozoficznej praktyce i powiązali w jedno rewolucyjną teorię i rewolucyjną praktykę, filozofię i politykę, przekształcając filozofię w narzędzie komunistycznego przeobrażenia życia społecznego. To właśnie warunkuje nową rolę społeczną filozofii marksistowsko-leninowskiej, która otwiera nową epokę w duchownym rozwoju ludzkości.
Dzięki Rewolucji październikowej światopogląd marksistowski po raz pierwszy w swej historii otrzymał szerokie wsparcie państwowe. Utworzono szereg instytutów propagandy marksizmu: Akademia Socjalistyczna (1918), Instytut Czerwonej Profesury (1921) i in. Ale obok ośrodków skupiających myślicieli marksistowskich, ich sympatyków i sprzymierzeńców istniały w pierwszych latach po rewolucji w Związku Radzieckim i takie, które krytycznie, a nawet wrogo odniosły się do rewolucji, władzy radzieckiej, marksizmu i socjalizmu. Zanim filozofia marksistowsko-leninowska powstała w jej ostatecznej formie, bolszewicy w 1922 roku wydalili z kraju rosyjskich intelektualistów (operacja znana jako "statek filozofów"), uznanych za wrogów nowego reżimu. Lenin w ten sposób pozbył się intelektualnej opozycji. W opracowywaniu filozofii marksistowsko-leninowskiej przez ideologów radzieckich ważną rolę odegrała praca Lenina „O znaczeniu wojującego materializmu”, gdzie Lenin przypisywał pierwszorzędne znaczenie obronie marksizmu i ateizmu, walce przeciw ideologii burżuazyjnej, zdemaskowaniu wszystkich współczesnych „dyplomowanych lokajów klechostwa”.

Styl bolszewickich prac jest przerażająco obraźliwy. . . . Jednak jeszcze bardziej wstrętnym niż złość jest podła służalczość, charakterystyczna dla sowieckich autorów, lęk przed odejściem od „generalnej linii partii”, i dążenie do tego, aby wszystko, co oni mówią było świadectwem ich prawowierności.

Władze radzieckie ustanowiły nadzór partyjny nad badaniami filozoficznymi, przejawy samodzielności myślenia podlegały prześladowaniom, i w końcu ideolodzy radzieccy doprowadziły  filozofię marksizmu  do  wprost  dogmatyzmu i fideizmu.

## W systemie oświaty
Za czasów ZSRR filozofia marksistowsko-leninowska była obowiązkowym przedmiotem studiów na wszystkich uczelniach wyższych. Nauka podstaw filozofii marksistowsko-leninowskiej była obowiązująca również w ramach odpowiedniego przedmiotu radzieckiego szkolnictwa średniego.